# Puerto Rico i olympiska sommarspelen 1948
Puerto Rico deltog med 9 deltagare vid de olympiska sommarspelen 1948 i London. Totalt vann de en bronsmedalj.

## Medaljer

### Brons
- Juan Evangelista Venegas - Boxning, bantamvikt